# Grillenschaben
Die Grillenschaben (Notoptera oder Grylloblattodea) sind eine Ordnung der Insekten und gehören zu den Fluginsekten (Pterygota). Im Jahr 1913 wurde erstmals ein Vertreter dieser Ordnung von dem kanadischen Entomologen Edmund Murton Walker entdeckt. Die mittlerweile mehr als zwanzig beschriebenen rezenten Arten leben in Ostasien, Japan und Nordamerika und sind dort vor allem in den Gebirgen zu finden.

## Merkmale
Als Walker im Jahr 1914 die im Jahr davor gefundene Art als Grylloblatta campodeiformis beschrieb, wählte er einen Gattungsnamen, der auf die morphologischen Merkmale hinweisen soll, die das Tier einerseits mit den Schaben (Blattodea), andererseits mit den Grillen (Gryllidae) gemeinsam hat. Das Artepitheton weist auf die im Habitus bestehende Ähnlichkeit mit der Doppelschwanz-Gattung Campodea hin.
Die rezenten Arten der Grillenschaben sind flügellos und werden 10 bis 30 mm lang. Ihr Körper ist nur schwach sklerotisiert, gelb bis braun gefärbt und fein behaart. Der Kopf mit den beißend-kauenden Mundwerkzeugen, die allerdings keine Kauflächen haben, erinnert an den der Ohrwürmer (Dermaptera). Hinter den Mandibeln sitzen die aus einem großen Grundglied (Scapus) und einer 29- bis 40-gliedrigen Geißel (Flagellum) bestehenden Fühlern. Die wenig entwickelten Facettenaugen setzen sich aus bis zu 60 Einzelaugen (Ommatidien) zusammen, können aber auch vollständig fehlen. Punktaugen (Ocellen) sind nicht vorhanden. Der zehngliedrige Hinterleib endet in einem Paar langer, fünf- bis neungliedriger Hinterleibsfäden, den Cerci. Ein auffallendes Merkmal ist der ausstülpbare Drüsensack der Männchen an der Unterseite des ersten Hinterleibssegmentes.

## Lebensweise
Die Tiere leben am Boden unter Steinen und im Moos, aber auch an Gletscherrändern. Sie ernähren sich teilweise von Pflanzen, teilweise von anderen Kleintieren und sind extrem kälteliebend – extremophil. Ihre maximale Aktivität zeigen sie bei Temperaturen knapp über 0 °C. Temperaturen über 16 °C werden nicht vertragen, wohl aber ein langsamer Temperaturabfall auf −6 °C. Wegen dieser Vorliebe für Kälte werden die Grillenschaben im englischen Sprachraum auch „ice crawlers“ („Eiskriecher“) genannt. Die Kälte ist auch der Grund für den sehr langen Entwicklungszyklus der Tiere. Nach der Begattung, bei der das Männchen häufig vom Weibchen gefressen wird (Kannibalismus), dauert es etwa ein Jahr bis zur Eiablage. Nach einem weiteren Jahr schlüpfen aus den großen schwarzen Eiern die Larven. Diese häuten sich in den folgenden fünf Jahren achtmal, wobei die ersten drei Häutungen schon im ersten Jahr stattfinden. Die adulten Tiere leben dann noch etwa ein bis zwei Jahre.

## Systematik

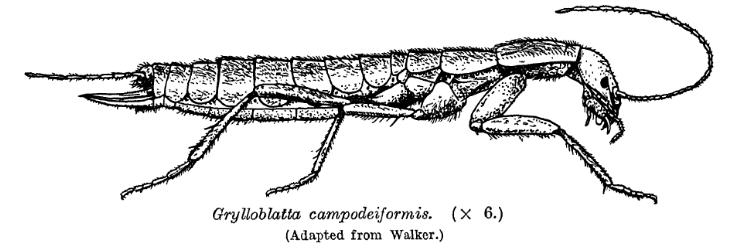
Grylloblatta campodeiformis, Zeichnung nach Walker

Bei den Grillenschaben besteht weder über den wissenschaftlichen Namen noch über den Status als Ordnung Einigkeit. Je nach Autor werden sie als Notoptera oder als Grylloblattodea bezeichnen. Einige Autoren gehen davon aus, dass es sich bei den Grillenschaben, dann als Grylloblattodea bezeichnet, um eine Schwestergruppe der Gladiatorschrecken (Mantophasmatodea) handelt. In diesem Fall werden beide als Unterordnung betrachtet und zur Ordnung Notoptera zusammengefasst. Je nachdem, ob beim Status der Grillenschaben von einer Ordnung oder Unterordnung ausgegangen wird, werden drei Unterordnungen bzw. Teilordnungen unterschieden. Daneben existieren auch noch drei Familien ohne Zuordnung und ca. ein Dutzend Gattungen ohne systematische Einordnung (Stand Anfang 2009). Die bei weitem meisten Vertreter sind ausgestorben und liegen nur in Form von Fossilien vor.

### Innere Systematik der Grillenschaben
- Unterordnung Grylloblattina
  - Archiprobnidae †
  - Bajanzhargalanidae †
  - Blattogryllidae †
  - Geinitziidae †
  - Gorochoviidae †
  - Grylloblattidae Walker 1914
  - Havlatiidae † Kukalova 1964
  - Ideliidae †
  - Idelinellidae †
  - Kortshakoliidae †
  - Liomopteridae † Sellards 1909
  - Madygenophlebiidae †
  - Megakhosaridae †
  - Mesorthopteridae †
  - Neleidae †
  - Permotermopsidae †
  - Protoblattinidae † Meunier 1909
  - Skaliciidae † Kukalova 1964
  - Stegopteridae †
  - Tomiidae †
  - Tunguskapteridae †
- Unterordnung Lemmatophorina †
  - Atactophlebiidae †
  - Daldubidae †
  - Euryptilonidae †
  - Lemmatophoridae † Sellards 1909
  - Pinideliidae † Storozhenko 1997
  - Aliculidae †
  - Camptoneuritidae †
  - Chelopteridae † Carpenter 1950
  - Demopteridae † Carpenter 1950
  - Euremiscidae †
  - Jabloniidae † Kukalova 1964
  - Mesojabloniidae † Storozhenko 1992
  - Oecanthoperlidae †
  - Permembiidae †
  - Probnidae † Sellards 1909
  - Protembiidae †
  - Protoperlidae †
  - Raaschiidae † Beckemeyer 2004
  - Sheimiidae †
  - Sojanoraphidiidae †
  - Sylvabestiidae †
  - Sylvaphlebiidae †
  - Sylvardembiidae †
  - Tillyardembiidae †
  - Tshekardominidae †
  - Visheriferidae †

Familien ohne Zuordnung:
- Epideigmatidae † Handlirsch 1911

(Syn. = Paraphenopteridae Béthoux, Nel, Lapeyrie & Gand 2005)
(Syn. = Phenopteridae Carpenter 1950)
- Juraperlidae † Huang, D.Y. & Nel 2007
- Plesioblattogryllidae † Huang, D.Y., Nel & Petrulevicius 2008

Gattungen ohne Zuordnung:
- Aibolitus †
- Gurianovella
- Lodevopterum † Béthoux, Nel, Lapeyrie & Gand, 2005
- Sigmophlebia † Béthoux & Beckemeyer, 2007
- Sylvaclinicus † Aristov, 2004
- Sylvamicropteron Aristov, 2004
- Sylvanonympha
- Termoides
- Tshekardites † Aristov, 2004
- Uralotermes † Zalessky, 1937